# Наталізумаб
Наталізумаб (англ. Natalizumab, лат. Natalizumabum) — синтетичний препарат, який є гуманізованим рекомбінантним моноклональним антитілом (від миші) до альфа-4-інтегрину, та застосовується внутрішньовенно.

## Історія
Наталізумаб розроблений сумісно американською компанією «Biogen» та ірландською «Élan» Уперше наталізумаб допущений FDA для лікування розсіяного склерозу та хвороби Крона у 2004 році, проте після реєстрації у ряду пацієнтів після застосування препарату прогресуючої мультифокальної лейкоенцефалопатії наталізумаб на деякий час був усунутий із фармацевтичного обігу. Проте після додаткових досліджень, які довели незначну частоту розвитку цього захворювання, наталізумаб був повторно допущений до використання в США та Європейському Союзі із винесенням обрамленого застереження про підвищений ризик розвитку прогресуючої мультифокальної лейкоенцефалопатії.

## Фармакологічні властивості
Наталізумаб — синтетичний лікарський препарат, який є гуманізованим (від миші) рекомбінантним моноклональним антитілом до альфа-4-інтегрину. Механізм дії препарату полягає у зв'язуванні наталізумабу з альфа-4-інтегрином, який відноситься до так званих молекул адгезії, та сприяє адгезії Т-лімфоцитів до клітин ендотелію судин нервової системи, що призводить до їх проникнення через гематоенцефалічний бар'єр, унаслідок чого проходить ураження мієлінової оболонки та запускається каскад аутоімунних реакцій у нервової системі. Після зв'язування наталізумаба із інтегрином блокується проникнення лімфоцитів через гематоенцефалічний бар'єр; що призводить до зниження активності запального процесу в нервовій системі, пригнічення подальшого проникнення імунних клітин у вогнища запалення, що призводить до зниження утворення нових вогнищ запалення у нервовій системі або гальмування подальшого розвитку запального процесу. При застосуванні наталізумабу при розсіяному склерозі спостерігається зниження активності захворювання, значне зменшення кількості нових вогнищ запалення, значне зниження прогресування непрацездатності та ризику стійкого прогресування інвалідизації. Наталізумаб також ефективний при застосуванні при хворобі Крона, у тому числі при неефективності інфліксімаба. Проводяться дослідження щодо можливості застосування наталізумабу для лікування раку. Наталізумаб є найрозповсюдженішим препаратом 2-ї лінії для лікування розсіяного склерозу в більшості країн світу. Проте одним із небезпечних, хоча й рідкісних, побічних ефектів наталізумабу, є реактивація на фоні застосування препарату JC-вірусу, що призводить до розвитку прогресуючої мультифокальної лейкоенцефалопатії. Для виключення ймовірної активації вірусу JC усім хворим перед початком застосування наталізумабу рекомендовано обстеження на наявність ДНК вірусу в спинномозковій рідині. Іншим частим побічним ефектом є також утворення нейтралізуючих антитіл до наталізумаба, яке частіше спостерігається у курців.

### Фармакокінетика
Наталізумаб повільно розподіляється в організмі після внутрішньовенного застосування, біодоступність препарату не досліджена. Дані про метаболізм препарату та шляхи виведення з організму відсутні. Період напіввиведення препарату з організму становить у середньому 16 діб, і цей час не змінюється при печінковій та нирковій недостатності, а також у хворих різних вікових груп. Кліренс наталізумабу може змінюватися лише у зв'язку із масою тіла пацієнтів або із наявністю циркулюючих антитіл до препарату.

## Показання до застосування
Наталізумаб застосовується при розсіяному склерозі із активними формами захворювання при неефективності лікування інтерферонами або при швидко прогресуючому важкому ремітуючому перебігу захворювання, та при хворобі Крона.

## Побічна дія
При застосуванні наталізумабу побічні ефекти спостерігаються досить часто (приблизно у 43,5 % випадків застосування), проте серйозні побічні ефекти, за даними клінічних спостережень, зафіксовані лише у 2,4 % випадків застосування препарату. Найнебезпечнішим із них, хоча й досить рідкісним є розвиток прогресуючої мультифокальної лейкоенцефалопатії внаслідок реактивації на фоні застосування препарату JC-вірусу. Іншим частим побічним ефектом є також утворення нейтралізуючих антитіл до наталізумаба, що знижує ефективність застосування препарату, та яке частіше спостерігається у курців. Серед побічних ефектів наталізумабу найчастішими є:
- Алергічні реакції та з боку шкірних покривів — часто гарячка, кропив'янка, алергічні та анафілактоїдні реакції.
- З боку травної системи — часто нудота і блювання.
- З боку нервової системи — часто головний біль, запаморочення, загальна слабість.
- З боку опорно-рухового апарату — часто артралгії.
- Інфекційні ускладнення — інфекції сечових шляхів, грипоподібний синдром та інфекції верхніх дихальних шляхів, герпетичні інфекції.
- Зміни в лабораторних аналізах — анемія, еозинофілія, лейкоцитоз, нейтропенія, лімфоцитоз, моноцитоз, підвищення рівня білірубіну в крові, підвищення активності ферментів печінки.

## Протипоказання
Наталізумаб протипоказаний при застосуванні при підвищеній чутливості до препарату, прогресуючій мультифокальній лейкоенцефалопатії, імунодефіцитних станах, одночастому застосуванні інтерферонів або глатирамеру ацетату, злоякісних пухлинах. Препарат не рекомендований до застосування при вагітності та годуванні грудьми.

## Форми випуску
Наталізумаб випускається у вигляді концентрату для приготування розчину для інфузій по 20 мг/мл розчину у флаконах по 15 мл.